# Coupe du monde de pentathlon moderne 2009
Navigation
Édition précédente Édition suivante
La coupe du monde de pentathlon moderne 2009 s'est déroulée entre le 23 mars 2009 à Mexico (Mexique) et le 13 septembre 2009 à Rio de Janeiro (Brésil). La compétition est organisée par l'Union internationale de pentathlon moderne.
Cette compétition est composée de 4 manches et 1 finale. Les différentes villes qui accueillent l'évènement sont par ordre chronologique Mexico (Mexique), Le Caire (Égypte), Medway Royaume-Uni), Budapest et Szekesfehervar (Hongrie), Rome (Italie), puis Rio de Janeiro (Brésil) pour la finale.

## Résultats

### Hommes
| Date              | Lieu           | Gagnant           | Second              | Troisième            |
| 24 mars 2009      | Mexico         | Marcin Horbacz    | Oscar Soto Carrillo | Ádám Marosi          |
| 16 avril 2009     | Le Caire       | Ondrej Polivka    | Edvinas Krungolcas  | Tadas Zemaitis       |
| 7 mai 2009        | Budapest       | Deniss Čerkovskis | Ádám Marosi         | Edvinas Krungolcas   |
| 20 mai 2009       | Rome           | Ilia Frolov       | Ádám Marosi         | Christopher Patte    |
| 11 septembre 2009 | Rio de Janeiro | Ádám Marosi       | Pavlo Tymoshchenko  | Federico Giancamilli |

### Femmes
| Date              | Lieu           | Gagnant            | Second             | Troisième               |
| 24 mars 2009      | Mexico         | Aya Medany         | Laura Asadauskaite | Amélie Cazé             |
| 16 avril 2009     | Le Caire       | Laura Asadauskaite | Aya Medany         | Amélie Cazé             |
| 14 mai 2009       | Szekesfehervar | Laura Asadauskaite | Amélie Cazé        | Evdokia Gretchichnikova |
| 20 mai 2009       | Rome           | Aya Medany         | Leila Gyenesei     | Evdokia Gretchichnikova |
| 11 septembre 2009 | Rio de Janeiro | Donata Rimšaitė    | Yane Marques       | Leila Gyenesei          |